# Чиликанов, Игорь Васильевич
Игорь Васильевич Чиликанов (13 января 1968, с. Нарышкино, Бековский район, Пензенская область — 16 мая 1995, Грозный) — ефрейтор внутренних войск МВД России, водитель патрульной роты. Герой Российской Федерации (20.07.1996, посмертно).

## Биография
Родился 13 января 1968 года в селе Нарышкино Пензенской области. В 1969 году вместе с семьёй переехал в город Кировск Мурманской области. После окончания неполной средней школы № 11 города Кировска поступил в Петрозаводский лесотехнический техникум, но в 1985 устроился работать слесарем и прервал обучение. В апреле 1986 призван на срочную военную службу. Служил в Афганистане в должности военного водителя. После армии работал водителем БелАЗа на руднике «Центральный» рядом с городом Кировск. В апреле 1994 года поступил на службу по контракту. С 3 апреля 1995 года служил в Чечне.
19 апреля прицельным огнём из штатного оружия подавил огневую точку противника во время следования в колонне, которая попала под обстрел. 30 апреля участвовал в отражении нападения боевиков на комендатуру. 5 мая участвовал в отражении атаки боевиков на КПП, находящегося на мосту через реку Сунжу. Уничтожил огневую точку противника.
Погиб 16 мая 1995 года в городе Грозном. Спасая товарищей, накрыл своим телом гранату.
Указом Президента Российской Федерации № 1065 от 20 июля 1996 года ефрейтору Чиликанову Игорю Васильевичу присвоено звание Героя Российской Федерации (посмертно).
Приказом министра внутренних дел РФ зачислен навечно в списки личного состава части.
Его имя носит лицей № 11 города Кировска.